# جياكومو جويس
جياكومو جويس (بالإنجليزية: Giacomo Joyce)‏ مجموعة شعرية من تأليف الكاتب الأيرلندي جيمس جويس. كتب جويس المجموعة في عام 1914، عقب صدور مجموعته القصصية "ناس من دبلن"، نُشِرت المجموعة للمرة الأولى صادرة عن دار نشر «فايبر وفايبر»، في عام 1968، بناءً على المخطوطة الأصلية بخطِّ جويس نفسه من ستة عشر صفحة. عنوان المجموعة يشير إلى جويس نفسه، و«جياكومو» هو النسخة الإيطالية عن الاسم «جيمس». المجموعة تتضمن قصائد غزلية مكتوبة بأسلوب الشعر الحر، وتتمحور حول محاولة جويس التغلغل إلى العقل المظلم لسيدةٍ، ومن المواضيع التي تتناولها المجموعة علاقات الحب غير المشروعة.